# トリシア・ディクソン
トリシア・ディクソン（Tricia Dickson, 1982年1月3日 - ）は、アメリカ合衆国の女優、声優である。

## 出演作品

### 日本のアニメ
- おとぎストーリー 天使のしっぽ（キツネのアカネ）
- GIRLSブラボー（梨々花・ステイシー）
- 灰羽連盟
- 一騎当千（呂蒙 子明）
- 忘却の旋律
- NieA_7
- R.O.D -THE TV-
- Spirit of Wonder